# Linea rosa (metropolitana di Montréal)
La linea rosa (in francese: Ligne rose) è un progetto di estensione della metropolitana di Montréal, in Canada.
La costruzione della linea rosa è stata definita come un "impegno fondamentale" dal sindaco della città Valérie Plante, leader del partito politico Project Montréal. Si stima che l'apertura delle prime stazioni avverrà nel 2025.

## Storia
La linea rosa è stata proposta ufficialmente per la prima volta nel settembre 2011 dal consigliere comunale Sylvain Ouellet. È tuttavia possibile ripercorrere discussioni su progetti molto simili fin dall'inizio degli anni 2000 sul forum dei trasporti pubblici Metrodemontreal. I sostenitori del progetto gli danno i nomi di linea rossa, linea diagonale e linea 6. Il progetto fa seguito ad altri progetti di ampliamento della metropolitana di Montreal oggi abbandonati, in particolare quello della linea 7,  che prevedeva di collegare l'arrondissement di Montréal-Nord.
Pochi giorni dopo la sua elezione a sindaco di Montreal, Valérie Plante incontra il ministro degli Affari comunali, Martin Coiteux, per discutere della linea rosa. In una conferenza stampa, Plante afferma allora di prevedere una più ampia documentazione del suo progetto in collaborazione con l'Autorità regionale del trasporto metropolitano (ARTM), la Comunità metropolitana di Montreal (CMM) e la Società del trasporto di Montreal (STM), in vista di richieste di finanziamento al governo provinciale e federale. Il mese successivo, il sindaco ha riferito di essere in procinto di gettare le basi di un ufficio di progetto, composto da membri del personale della città di Montreal e la STM, che sarà responsabile della pianificazione della costruzione della linea rosa.
Il 19 dicembre 2017, durante il primo incontro ufficiale tra il sindaco di Montreal e il primo ministro canadese, Justin Trudeau avrebbe dichiarato di essere favorevole al progetto della linea rosa. Il 18 gennaio 2018, il primo ministro del Québec, Philippe Couillard, si è detto favorevole alla logica del progetto, al fine di sbloccare la linea arancione, che dovrebbe saturarsi con la concretizzazione del prolungamento della linea blu verso Anjou.
Alla fine di gennaio 2018, l'idea di costruire il capolinea della linea rosa sul sito di un impianto idrico di Lachine è menzionata dal sindaco del distretto. Nel maggio 2018, il capo di Coalition avenir Québec (CAQ) afferma che il suo governo non concederà finanziamenti alla linea alla linea rosa se il suo partito vincerà le elezioni generali. Il sindaco di Montreal annuncia, nonostante la posizione della CAQ, che continuerà a far avanzare il progetto di questa linea.
Il 1 ottobre 2018 i caquisti, membri di Coalition avenir Québec,  vinsero le elezioni e formarono un governo di maggioranza. Tre settimane dopo, il sindaco Plante afferma che non aspetterà l'approvazioen del governo provinciale e annuncia la creazione di un ufficio di progetto, al quale è concesso un budget di un milione di dollari, per effettuare gli studi necessari all'avanzamento della linea rosa. Nel 2019, il sindaco invita il ministro dei Trasporti a prendere la linea arancione nell'ora di punta perché constati di per sé i problemi causati dall'alto carico. Il 21 maggio 2019, il ministro uscito dalla metropolitana afferma di non percepire la necessità di creare una linea rosa, pur affermando di essere aperto a studi più approfonditi, se le relazioni dell'ARTM vanno in questa direzione. Qualche giorno dopo, il primo ministro del Québec si dice favorevole al finanziamento del trasporto collettivo, ma ribadisce che la linea rosa non è una priorità del suo governo.
Il 26 giugno 2019, la città di Montreal ottiene dal governo del Québec il finanziamento della sezione della linea rosa tra il centro e Lachine. Questa sezione potrebbe essere servita da un tram.

## Progetto
La linea rosa verrebbe costruita in due fasi. La prima collegherebbe Montréal-Nord al centro-città di Montréal. Interamente sotterranea, beneficerebbe dell'utilizzo di un grande tunnel che consente di sovrapporre i due binari e le banchine delle sue stazioni in un solo tunnel. La seconda, invece, raggiungerebbe il centro città e Lachine. Prendendo in prestito la presa ferroviaria esistente del Canadian Pacific Railway per la metà della sua lunghezza, sarebbe economico da mettere in pratica.

### Costo
Il costo di costruzione della linea rosa è stimato a 6 miliardi di dollari canadesi dal suo promotore, Project Montréal.

### Lista delle stazioni
Si prevede che la linea rosa comprenda 29 stazioni, elencate nella seguente tabella.
| Stationi | Arrondissement      | Posizione                                              | Livello       |
| -------- | ------------------- | ------------------------------------------------------ | ------------- |
| 1        | Montréal-Nord       | zona boulevards Léger/Langelier                        | sottoterra    |
| 2        | Montréal-Nord       | zona boulevard Rolland                                 | sottoterra    |
| 3        | Montréal-Nord       | zona del centro commerciale Place Bourassa             | sottoterra    |
| 4        | Saint-Léonard       | zona della gare Saint-Léonard-Montréal-Nord            | sottoterra    |
| 5        | Saint-Léonard       | zona boulevards Viau/Lavoisier                         | sottoterra    |
| 6        | Saint-Michel        | zona rue Jarry/boulevards Pie-IX et Provencher         | sottoterra    |
| 7        | Saint-Michel        | zona rue Jean-Talon/boulevard Pie-IX                   | sottoterra    |
| 8        | Rosemont            | zona Collège de Rosemont                               | sottoterra    |
| 9        | Rosemont            | zona boulevards Rosemont/Saint-Michel                  | sottoterra    |
| 10       | Rosemont            | zona rue commerciale Masson                            | sottoterra    |
| 11       | Rosemont            | zona d'Iberville/Saint-Joseph                          | sottoterra    |
| 12       | Plateau-Mont-Royal  | zona avenue Mont-Royal/avenues Papineau e di Lorimier  | sottoterra    |
| 13       | Plateau-Mont-Royal  | stazione Mont-Royal, linea arancione                   | sottoterra    |
| 14       | Plateau-Mont-Royal  | zona boulevard Saint-Laurent/rue Rachel                | sottoterra    |
| 15       | Plateau-Mont-Royal  | zona avenues des Pins e del Parc                       | sottoterra    |
| 16       | Ville-Marie         | stazione Place des Arts, linea verde                   | sottoterra    |
| 17       | Ville-Marie         | zona di Complexe Guy-Favreau e Palais des congrès      | sottoterra    |
| 18       | Ville-Marie         | Gare centrale de Montréal                              | sottoterra    |
| 19       | Ville-Marie         | Cité du commerce électronique, boulevard René-Lévesque | sottoterra    |
| 20       | Ville-Marie         | zona del Centre canadien d'architecture                | sottoterra    |
| 21       | Westmount           | zona avenue Greene                                     | in superficie |
| 22       | Notre-Dame-de-Grâce | gare Vendôme                                           | in superficie |
| 23       | Notre-Dame-de-Grâce | zona rue Regent                                        | in superficie |
| 24       | Notre-Dame-de-Grâce | zona boulevard Cavendish                               | in superficie |
| 25       | Notre-Dame-de-Grâce | gare Montréal-Ouest                                    | in superficie |
| 26       | Lachine             | vecchia Ville Saint-Pierre                             | sottoterra    |
| 27       | Lachine             | zona rue Victoria/avenue George-V                      | in superficie |
| 28       | Lachine             | zona rue Victoria/parco LaSalle                        | in superficie |
| 29       | Lachine             | zona rue Victoria/32e avenue                           | in superficie |